# Textricella tropica
Textricella tropica är en spindelart som beskrevs av Forster 1959. Textricella tropica ingår i släktet Textricella och familjen Micropholcommatidae. Inga underarter finns listade i Catalogue of Life.